# Kamaris
Kamaris (en arménien Կամարիս) est une communauté rurale du marz de Kotayk, en Arménie. Elle compte 2 405 habitants en 2008.